# (4106) Nada
(4106) Nada es un asteroide perteneciente al cinturón de asteroides, descubierto el 6 de marzo de 1989 por Toshiro Nomura y el también astrónomo Koyo Kawanishi desde el Observatorio de Minami-Oda, Japón.

## Designación y nombre
Designado provisionalmente como 1989 GT. Fue nombrado Nada en homenaje al gimnasio "Nada" en la ciudad japonesa de Kōbe.